# Christian Alfred Fahlcrantz
Christian Alfred Fahlcrantz, född den 8 december 1835 i Stockholm, död den 2 juli  1911 i Uppsala, var en svensk skolman och latinsk skald, son till Axel Magnus Fahlcrantz, brorson till Carl Johan och Christian Erik Fahlcrantz.

## Biografi
Fahlcrantz blev student vid Uppsala universitet 1853, blev filosofie doktor 1857 samt var docent i latinsk poesi där 1858-1874 och lektor vid Uppsala högre allmänna läroverk 1866-1903. Han kreerades till jubeldoktor 1907. 
Fahlcrantz översatte till latinsk vers talangfullt bland annat A.W. Schlegels elegi "Rom" (1857), "Batrachomyomachia" (1862), "Bacchanterna" av Stagnelius ("Bacchæ", 1874, i Uppsala universitets årsskrift), Viktor Rydbergs jubelfestkantat 1877 (1878; 4:e upplagan 1885), 6:e boken av Odysseen (1894) och Schillers "Die braut von Messina" (4:e akten 1897, 3:e akten 1901) samt stycken av svenska, tyska, engelska, italienska författare i Carmina latina (1907) med mera. Han diktade latinska högtidsverser (exempelvis vid Linnéfesten 1907) och utgivit en skolupplaga av Horatius oder och epoder (1864; 6:e upplagan 1902).